# Wayne Simmonds
Wayne Simmonds (né le 26 août 1988 à Scarborough, dans la province de l'Ontario au Canada) est un joueur professionnel canadien de hockey sur glace. Il évolue au poste d'ailier droit.

## Carrière de joueur
Joueur ayant connu une bonne carrière junior, étant sélectionné dès la fin de sa première année junior par les Kings de Los Angeles au repêchage de la Ligue nationale de hockey en 2007. Il participe avec l'équipe LHO au Défi ADT Canada-Russie en 2007. Il joue une deuxième année dans la Ligue de hockey de l'Ontario et représente le Canada au Championnat du monde junior de 2008 avant de rejoindre les Kings en 2008-2009. 
Le 23 juin 2011, il est échangé avec Brayden Schenn aux Flyers de Philadelphie en retour de Mike Richards.
Le 25 février 2019, il est cédé aux Predators de Nashville en retour de Ryan Hartman et d'un choix conditionnel de 4e tour en 2020.
Le 1er juillet 2019, il signe un contrat d'un an en tant qu'agent libre avec les Devils du New Jersey.
Le 24 février 2020, il passe des Devils aux Sabres de Buffalo contre un choix conditionnel de 5e tour en 2021.

## Statistiques

### En club
| Saison     | Équipe                           | Ligue         |       | Saison régulière | Saison régulière | Saison régulière | Saison régulière | Saison régulière |   | Séries éliminatoires | Séries éliminatoires | Séries éliminatoires | Séries éliminatoires | Séries éliminatoires |
| Saison     | Équipe                           | Ligue         | PJ    | B                | A                | Pts              | Pun              | PJ               | B | A                    | Pts                  | Pun                  |                      |                      |
| 2004-2005  | Canadiens Jr. de Toronto         | GTHL          | 67    | 32               | 40               | 72               | 97               | -                | - | -                    | -                    | -                    |                      |                      |
| 2005-2006  | Brockville Braves                | CJHL          | 49    | 24               | 19               | 43               | 127              | 7                | 4 | 2                    | 6                    | 12                   |                      |                      |
| 2006-2007  | Attack d'Owen Sound              | LHO           | 66    | 23               | 26               | 49               | 112              | 4                | 1 | 1                    | 2                    | 4                    |                      |                      |
| 2007-2008  | Attack d'Owen Sound              | LHO           | 29    | 17               | 22               | 39               | 43               | -                | - | -                    | -                    | -                    |                      |                      |
| 2007-2008  | Greyhounds de Sault-Sainte-Marie | LHO           | 31    | 16               | 20               | 36               | 68               | 14               | 5 | 9                    | 14                   | 22                   |                      |                      |
| 2008-2009  | Kings de Los Angeles             | LNH           | 82    | 9                | 14               | 23               | 73               | -                | - | -                    | -                    | -                    |                      |                      |
| 2009-2010  | Kings de Los Angeles             | LNH           | 78    | 16               | 24               | 40               | 116              | 6                | 2 | 1                    | 3                    | 9                    |                      |                      |
| 2010-2011  | Kings de Los Angeles             | LNH           | 80    | 14               | 16               | 30               | 75               | 6                | 1 | 2                    | 3                    | 20                   |                      |                      |
| 2011-2012  | Flyers de Philadelphie           | LNH           | 82    | 28               | 21               | 49               | 114              | 11               | 1 | 5                    | 6                    | 38                   |                      |                      |
| 2012-2013  | ETC Crimmitschau                 | 2. Bundesliga | 9     | 4                | 10               | 14               | 35               | -                | - | -                    | -                    | -                    |                      |                      |
| 2012-2013  | HC Bílí Tygři Liberec            | Extraliga     | 6     | 4                | 2                | 6                | 16               | -                | - | -                    | -                    | -                    |                      |                      |
| 2012-2013  | Flyers de Philadelphie           | LNH           | 45    | 15               | 17               | 32               | 82               | -                | - | -                    | -                    | -                    |                      |                      |
| 2013-2014  | Flyers de Philadelphie           | LNH           | 82    | 29               | 31               | 60               | 106              | 7                | 4 | 1                    | 5                    | 20                   |                      |                      |
| 2014-2015  | Flyers de Philadelphie           | LNH           | 75    | 28               | 22               | 50               | 66               | -                | - | -                    | -                    | -                    |                      |                      |
| 2015-2016  | Flyers de Philadelphie           | LNH           | 81    | 32               | 28               | 60               | 147              | 6                | 0 | 2                    | 2                    | 13                   |                      |                      |
| 2016-2017  | Flyers de Philadelphie           | LNH           | 82    | 31               | 23               | 54               | 122              | -                | - | -                    | -                    | -                    |                      |                      |
| 2017-2018  | Flyers de Philadelphie           | LNH           | 75    | 24               | 22               | 46               | 57               | 6                | 0 | 2                    | 2                    | 6                    |                      |                      |
| 2018-2019  | Flyers de Philadelphie           | LNH           | 62    | 16               | 11               | 27               | 90               | -                | - | -                    | -                    | -                    |                      |                      |
| 2018-2019  | Predators de Nashville           | LNH           | 17    | 1                | 2                | 3                | 9                | 2                | 0 | 0                    | 0                    | 0                    |                      |                      |
| 2019-2020  | Devils du New Jersey             | LNH           | 61    | 8                | 16               | 24               | 64               | -                | - | -                    | -                    | -                    |                      |                      |
| 2019-2020  | Sabres de Buffalo                | LNH           | 7     | 0                | 1                | 1                | 2                | -                | - | -                    | -                    | -                    |                      |                      |
| 2020-2021  | Maple Leafs de Toronto           | LNH           | 38    | 7                | 2                | 9                | 45               | 7                | 0 | 1                    | 1                    | 2                    |                      |                      |
| 2021-2022  | Maple Leafs de Toronto           | LNH           | 72    | 5                | 11               | 16               | 96               | 2                | 0 | 0                    | 0                    | 14                   |                      |                      |
| 2022-2023  | Maple Leafs de Toronto           | LNH           | 18    | 0                | 2                | 2                | 49               | -                | - | -                    | -                    | -                    |                      |                      |
| Totaux LNH | Totaux LNH                       | Totaux LNH    | 1 037 | 263              | 263              | 526              | 1 313            | 53               | 8 | 14                   | 22                   | 122                  |                      |                      |

### En équipe nationale
| Année | Équipe          | Compétition                 |    | PJ | B | A | Pts | Pun | +/-               |  | Résultat |
| 2008  | Canada - 20 ans | Championnat du monde junior | 7  | 0  | 0 | 0 | 4   | 0   | Médaille d'or     |  |          |
| 2013  | Canada          | Championnat du monde        | 8  | 1  | 0 | 1 | 2   | 0   | 5e place          |  |          |
| 2017  | Canada          | Championnat du monde        | 10 | 0  | 2 | 2 | 4   | +2  | Médaille d'argent |  |          |

## Trophées et honneurs personnels

### Ligue de hockey de l'Ontario
- 2007-2008 : sélectionné dans la troisième équipe d'étoiles de la LHO

### Ligue nationale de hockey
- 2016-2017 :
  - participe au 62e Match des étoiles de la LNH
  - nommé meilleur joueur du Match des étoiles
- 2018-2019 : remporte le trophée Mark-Messier